# Palacio de Congresos (Huesca)

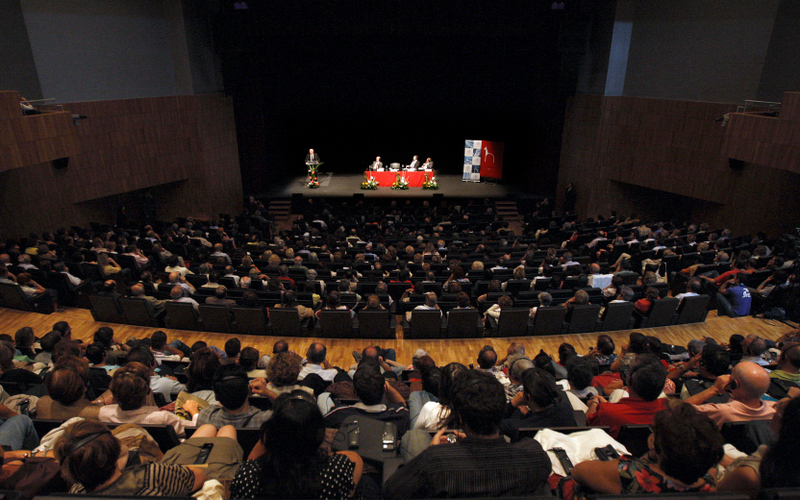
Palacio de Congresos, Huesca.

El Palacio de Congresos de Huesca es un edificio polivalente situado en dicha ciudad española, diseñado por Pedro Lafuente y Rafael Beneytez e inaugurado el 3 de julio de 2008. Está situado en la avenida de los Danzantes, s/n. 

## Arquitectura
Las obras fueron realizadas por la empresa Hinaco y dirigidas por el arquitecto municipal Pedro Lafuente Lles, autor del proyecto básico, y Rafael Beneytez Durán, arquitecto de la empresa ganadora del concurso y autor del proyecto de ejecución.
El edificio es un prisma rectangular sobrio, con fachadas de cerámica vidriada negra y con pocos huecos, que sirve de base al volumen que se alza sobre el escenario a más de 20 metros de altura. Tiene una «piel» envolvente traslúcida durante el día, y se ilumina al atardecer mediante luces led. En su interior se encuentra el mural La ciudad dorada, obra de la pintora oscense Teresa Ramón, con un tamaño de 300 metros cuadrados y pintado sobre paneles adosados a las paredes.

## Características
- Auditorio para convenciones y grandes eventos, con capacidad para 782 personas.
- Dos salas polivantes de 1200 m² y 300 m², respectivamente, para conciertos o proyecciones.
- Una sala de ponencias de 720 m², con paneles móviles para su redistribución y división en hasta tres salas aisladas acústicamente.
- Una sala de prensa con sistema de conferencias y proyector.
- Set de TV.
- Tres seminarios para grupos de trabajo de hasta 12 personas, con proyector y pantalla.
- Terraza para servicio de cóctel, con capacidad para 300 personas.
- Espacio exterior semicubierto de 600 m², con infraestructura para conciertos o proyecciones.
- Cafetería.
- Aparcamiento gratuito y privado.